# 2014 год в музыке

## События
- 1 января — группа «Король и Шут» прекратила существование[1].
- 26 января — 56-я церемония «Грэмми» — «Стэйплс-центр», Лос-Анджелес.
- 28 января — Mötley Crüe объявили о завершении музыкальной карьеры и о проведении прощального тура[2].
- 2 февраля — сопрано Рене Флеминг стала первой оперной певицей, исполнившей американский национальный гимн на открытии Супербоула.
- 7 февраля — воссоединение группы «Тату» на церемонии открытия Зимней Олимпиады в Сочи.
- 9, 13, 15, 17 и 21 февраля — фестиваль «Red Rocks» — Олимпийский парк, Сочи[3].
- 19 февраля — 34-я церемония BRIT Awards — «O2 Арена», Лондон[4].
- 22 февраля — шотландский певец Линтон Осборн становится новым вокалистом группы Nazareth[5][6].
- 26 февраля — NME Awards — «O2 Арена», Лондон[7].
- 26 февраля—11 марта — фестиваль «Музыка Н. А. Римского-Корсакова» — Московский международный Дом музыки, Москва[8].
- 11 марта — Джеки Чан стал менеджером южнокорейской поп-группы «JJCC»[9].
- 12 марта — Львовская национальная музыкальная академия лишила Юрия Башмета звания почётного профессора академии за то, что он поддержал позицию Президента России Владимира Путина во время политического кризиса на Украине и аннексии Крыма Россией[10][11].
- 17 марта — солист группы «Ляпис Трубецкой» Сергей Михалок объявил о самороспуске коллектива[12].
- 18 марта — полностью отменён российский тур группы «Океан Ельзи», включавший в себя десять городов России[13].
- 20 марта — открытие Зала славы шведской музыки — Стокгольм. В него вошли ABBA, Roxette, Nationalteatern, Entombed, The Latin Kings[англ.], Моника Сеттерлунд, Корнелис Вресвик, Эва Дальгрен, Эбба Грён, Ян Юханссон, Стина Нурденстам и Эверт Тоб[14].
- 21 марта — певица Кейт Буш анонсировала серию концертов впервые за 35 лет[15].
- 25 марта — премию Президента РФ за вклад в развитие отечественного музыкального искусства получила Анна Аглатова[16].
- 28 марта—6 апреля — воссоединение рок-группы Status Quo в оригинальном составе 1960—1970-х годов на время реюнион-тура.
- 30 марта — премия «Джуно» — «МТС Центр», Виннипег.
- 9 апреля — вокалист и автор песен Юхан покинул свою группу Tiamat[17].
- 10 апреля — церемония Зала славы рок-н-ролла — «Барклайс-центр», Нью-Йорк. В зал славы включены Кэт Стивенс, Hall & Oates, Nirvana, Kiss, Линда Ронстадт, Питер Гэбриэл, Эндрю Луг Олдэм, Брайан Эпстайн и The E Street Band[18].
- 16 апреля — ритм-гитарист Малькольм Янг временно покинул рок-группу AC/DC по состоянию здоровья[19]
- 24 апреля — детский международный фестиваль военно-патриотической песни «Катюша»[20].
- 4 мая — Леди Гага начала свой четвертый концертный тур ArtRave: The Artpop Ball Tour в Форт-Лодердейле
- 6—10 мая — конкурс песни Евровидение 2014 — Залы B&W, Копенгаген[21].
- 16—17 мая — Международный музыкальный фестиваль SKIF — Центр современного искусства имени Сергея Курёхина, Санкт-Петербург[22]
- 20 мая — Эннио Морриконе прекратил концертную деятельность[23].
- 24—25 мая — фестиваль «Bosco Fresh Fest» — Музеон, Москва[24].
- 6 июня — премия Муз-ТВ — СКК «Олимпийский», Москва.
- 7 июня — фестиваль «Ahmad Tea Music» — Музеон, Москва.
- 13—15 июня — XXXVIII Ильменский фестиваль авторской песни — Ильменское озеро, Миасс[25].
- 15 июня — группу Smashing Pumpkins покинул барабанщик Майк Берн[англ.][26].
- 20—22 июня — фестиваль «Воздух» — Петрозаводск.
- 25—29 июня — фестиваль «Гластонбери» — Гластонбери.
- 27—29 июня — фестиваль «Park Live» — ВВЦ, Москва.
- июнь — фестиваль Sensation — СКК «Петербургский», Санкт-Петербург.
- 1 июля — вступил в силу российский закон, запрещающий использование нецензурной лексики в теле-, радиоэфире, кинопрокате, а также при публичном исполнении произведений искусства[27].
- 4—6 июля

- фестиваль «Ruisrock» — Руиссало, Турку.
- фестиваль «Нашествие» — Большое Завидово, Тверская область.

- 5 июля — фестиваль «SVOY Субботник» — Парк Горького, Москва.
- 19 июля — фестиваль «Пикник Афиши» — парк «Коломенское», Москва[28].
- июль — фестиваль «Europa Plus LIVE»
- июль — международный конкурс молодых исполнителей популярной музыки «Новая волна»[29].
- 14—19 августа — фестиваль «Kubana» — пос. Веселовка, Анапа.
- 31 августа — группа «Ляпис Трубецкой» официально прекратила своё существование[30].
- 31 октября — 1 декабря — XXXVI Международный фестиваль современной музыки «Московская осень — 2014» в Московском Доме композиторов[31].

## Группы
| Образовавшиеся - K-Much - Slaughter to Prevail - Teenage Time Killer - 1PS - The Birds of Satan - SoReal - ToHeart - Antemasque - DII Band - JJCC - Kimono Kult - Nothing and Nobody - Dear Frederic - Collabro - LIINKS - The Rosso Sisters - SAGA - MAMAMOO - Bob Girls - Mama Brass and the Funk Parade - No Devotion - PINK BnN - The Dowling Poole - Ye-A - Red Velvet - Operation: Mindcrime - 4L - Sympho-Nick - Maddie & Tae - Camera Shy - Maša & Lejla - Brutto - Trubetskoy - Entombed A.D. - Nasty Nasty - The Gentle Storm - You+Me - YungRussia - Electric Century - Wings - The Peppermints - Play the Siren - Bill Legend’s T. Rex - Laboum - Selfieman - Band Of Merrymakers - Sweet 16 - UNIQ - Crayon Pop — Strawberry Milk - The Margarines - Johnny’s WEST - Lovelyz - BTL - The Bobby Broom Organi-Sation - MBAND - PRAVADA - 1914 (группа) - Act of Defiance - Beyond the Black - Entombed A.D. - The Gentle Storm - Myrkur | Воссоединившиеся - «Тату» - Centr - Centinex - Nickel Creek - OutKast - Slowdive - Haste the Day - Despised Icon - Midtown - Deep Dish - Saosin - 3 Sud Est - Life of Agony - Status Quo (оригинальный состав) - Pierrot - Eurythmics - Amber Pacific - The Libertines - Basement - G-Unit - Doug Anthony All Stars - Raging Speedhorn - Catalepsy - Sleater-Kinney - Ride - Copeland - Iron Butterfly - Breaking Benjamin - Centr - Amatory | Распавшиеся - «Ассаи» - «Король и Шут» - Anberlin - Bomb the Music Industry! - The Everly Brothers - Vivian Girls - Girls - «Тату» - Birth Control - The Rapture - «Ляпис Трубецкой» - San Diego Opera - Flowing Tears - Brown Bird - Jethro Tull - Rob Base and DJ E-Z Rock - G-Unit - WC and the Maad Circle - Ten Second Epic - Jonathan and Charlotte - Puretty - Beastie Boys - The Whitest Boy Alive - The Move - Death Grips - The Swellers - The Dangerous Summer - The Civil Wars - Danity Kane - Astarte - As Blood Runs Black - Magion - Chimaira - Richard Cheese and Lounge Against the Machine - Entombed - Guided by Voices - Infernal Poetry - Abandon All Ships - Eleventyseven - Lestat - Crystal Castles - Luminites - LFO - Vista Chino - Beady Eye - The Allman Brothers Band - The Knife - Unitopia - Agathodaimon - Crash of Rhinos - Kane - Bleeding Through - Brutal Truth - Chimaira - Pestilence - «Птицу ЕМЪ» | Ушедшие на перерыв - Jane’s Addiction - The Gathering |

## Концерты
- 29, 30 января — Our Last Night — Москва, Volta; Санкт-Петербург, «Зал Ожидания»
- 2—13 февраля — Гару — тур по 6 городам России
- 8 февраля, 27 сентября — Армин Ван Бюрен — Санкт-Петербург, СКК «Петербургский»; Москва, СК «Олимпийский»
- 12 февраля — Детлеф Рот — Москва, Московский международный Дом музыки[149].
- 13 февраля — Айо — Москва, клуб «16 тонн»[150]
- 14 февраля — «Музыкальный коллектив Петра Налича» — Москва, клуб «16 тонн»[151]
- 14, 15 февраля — Van Canto — Москва, Volta; Санкт-Петербург, Зал Ожидания
- 15 февраля — Onyx — Москва, клуб «Б2»[150]
- 15 февраля — Young Knives — Москва, клуб «Солянка»[152]
- 16 февраля — Сара Брайтман — Москва, КЗ «Крокус Сити Холл»[153]
- 16 февраля — Энди Макки — Москва, клуб «ТеатрЪ»[154]
- 20 февраля — «Тараканы!» — Санкт-Петербург, клуб «Зал Ожидания»
- 22 февраля — Дельфин — Москва, «Известия Hall»
- 22 февраля — Сергей Бабкин — Санкт-Петербург, «Аврора»
- 26, 27 февраля — Backstreet Boys — Москва, КЗ «Крокус Сити Холл»; Санкт-Петербург, «А2»
- 26, 28 февраля — Dream Theater — Санкт-Петербург, СК «Юбилейный»; Москва, Stadium Live
- 4, 7 марта — Depeche Mode — Москва, СК «Олимпийский»; Санкт-Петербург, СКК «Петербургский»
- 9, 10 марта — Glamour of the Kill — Санкт-Петербург, клуб «Backstage»; Москва, Volta
- 14, 15 марта — Apocalyptica — Санкт-Петербург, БКЗ «Октябрьский»; Москва, КЗ «Крокус Сити Холл»
- 15, 16 марта — Killerpilze — Москва, Volta; Санкт-Петербург, Зал Ожидания
- 15, 16, 18 марта — 30 Seconds to Mars — Ростов-на-Дону, «Дворец Спорта»; Москва, СК «Олимпийский»; Санкт-Петербург, СКК «Петербургский»
- 16 марта — Брайан Мэй и Керри Эллис[англ.] — Москва, КЗ «Крокус Сити Холл»[155]
- 28 марта — Deuce — Москва, Arena Moscow
- 21 апреля — Nazareth — Москва, СК «Олимпийский»[156][157]
- 15 мая — The Neighbourhood — Москва, «Главклуб»[158]
- 15, 16 мая — White Lies — Санкт-Петербург, «А2»; Москва, Arena Moscow[159]
- 15, 17 мая — Джастин Тимберлейк — Санкт-Петербург, СКК «Петербургский»; Москва, СК «Олимпийский»
- 24, 27 мая — Aerosmith — Москва, СК «Олимпийский»; Санкт-Петербург, СКК «Петербургский»
- 30 мая, 2 июня — Zebrahead — Москва, Москва Hall; Санкт-Петербург, Зал Ожидания
- 31 мая—28 июня, 24 августа, 27 сентября—3 октября — «Океан Эльзы» — юбилейный тур «20 лет вместе»[160]
- 1, 2 июня — Linkin Park — Санкт-Петербург, стадион «Петровский»; Москва, СК «Олимпийский»[161]
- 1, 3 июня — Black Sabbath — Москва, СК «Олимпийский»; Санкт-Петербург, Ледовый Дворец[162]
- 9, 10 июня — The Pretty Reckless — Санкт-Петербург, «А2»; Москва, Stadium Live
- 17, 18 июня — Bring Me the Horizon — Москва, Arena Moscow; Санкт-Петербург, «А2»
- 21, 22 июня — Blessthefall — Москва, Volta; Санкт-Петербург, Зал Ожидания
- 25 июня — Джон Ньюмен — Москва, Arena Moscow[163]
- 2, 3 июля — Architects — Москва, Volta; Санкт-Петербург, «Космонавт»
- 28 сентября — Three Days Grace — Москва, Stadium Live[164]
- 1, 5 ноября — Poets of the Fall — Санкт-Петербург, «А2»; Москва, Arena Moscow[165]
- 7 ноября, 9 ноября — OneRepublic — Москва, Stadium Live; Санкт-Петербург, «А2»
- 12, 13 ноября — Asking Alexandria — Санкт-Петербург, «А2»; Москва, Arena Moscow
- 9 ноября — Элтон Джон — Санкт-Петербург, СКК «Ледовый дворец»[166]
- 1 декабря — Roxette — Москва, КЗ «Крокус Сити Холл»
- 16 декабря — «Сплин» — Санкт-Петербург, СКК «Ледовый дворец»[167]

## Награды

### Премия «Грэмми»
56-я ежегодная церемония вручения премии «Грэмми» состоялась 26 января 2014 года в Лос-Анджелесе.
- Запись года — Daft Punk и Фаррелл Уильямс «Get Lucky»
- Альбом года — Daft Punk «Random Access Memories»
- Песня года — Лорд «Royals»
- Лучший новый исполнитель — Macklemore и Райан Льюис

### BRIT Awards 2014
34-я ежегодная церемония вручения наград BRIT Awards прошла 19 февраля 2014 года в Лондоне.
- Британский исполнитель года — Дэвид Боуи
- Международный исполнитель года — Бруно Марс
- Британская исполнительница года — Элли Голдинг
- Международная исполнительница года — Лорд
- Британская группа года — Arctic Monkeys
- Международная группа года — Daft Punk
- Британский сингл года — Rudimental и Элла Эйр «Waiting All Night»

### Billboard Music Awards
Церемония вручения музыкальных наград Billboard Music Awards 2014 прошла 18 мая в MGM Grand Garden Arena в Лас-Вегасе. Ведущим выступил американский рэпер Лудакрис. Поп-исполнитель Джастин Тимберлейк получил семь наград из 11 номинаций, а инди-группа Imagine Dragons пять из 12-ти.
- Артист года — Джастин Тимберлейк
- Открытие года — Лорд
- Лучший исполнитель — Джастин Тимберлейк
- Лучшая исполнительница — Кэти Перри
- Лучшая группа: Imagine Dragons
- Лучшая песня (Top Hot 100) — Робин Тик, T.I. и Фаррелл Уильямс «Blurred Lines»
- Лучший альбом — Джастин Тимберлейк «The 20/20 Experience»

### World Music Awards
Церемония вручения музыкальных наград 2014 World Music Awards прошла 27 мая в Монте-Карло (Монако) после трёхлетнего перерыва.
- Лучший певец в мире: Хань Гэн
- Лучшая певица в мире: Майли Сайрус
- Лучшая группа в мире: One Direction
- Лучшее музыкальное видео в мире: «Wrecking Ball»
- Лучший электронно-танцевальный исполнитель в мире: Авичи

### Премия RU.TV 2014
4-я ежегодная русская премия телеканала RU.TV прошла 31 мая в Москве.
- Лучший певец — Григорий Лепс
- Лучшая певица — Нюша
- Лучшая группа — A’Studio
- Реальный приход — ВИА Гра
- Лучшая песня — Дима Билан «Малыш»

### Премия Муз-ТВ 2014
12-я ежегодная национальная премия в области популярной музыки Муз-ТВ 2015 была проведена 6 июня 2014 года в Москве.
- Лучший исполнитель — Дима Билан
- Лучшая исполнительница — Нюша
- Лучшая поп-группа — Serebro
- Прорыв года — Пицца
- Лучшая песня — Serebro «Мало тебя»

### Премия «Степной волк»
6-я церемония вручения наград российской независимой музыкальной премии «Степной волк» состоялась 13 июня в Центральном доме художника в Москве после двухлетнего перерыва. Награды вручались в 20 номинациях.
- Альбом: Я думаю, для этого не придумали слово — «СБПЧ»
- Песня: «Оттепель» Константина Меладзе
- Музыка: Евгений Фёдоров
- Дебют: «Окуджав»
- Голос: Антон Беляев

### MTV Video Music Awards 2014
31-я церемония вручения музыкальных наград телеканала MTV прошла 24 августа 2014 года в Инглвуде.
- Видео года — Майли Сайрус «Wrecking Ball»
- Лучшее мужское видео — Эд Ширан и Фаррелл Уильямс «Sing»
- Лучшее женское видео — Кэти Перри и Juicy J «Dark Horse»
- Лучший новый артист — Fifth Harmony «Miss Movin' On»

### MTV Europe Music Awards 2014
21-я церемония вручения музыкальных наград телеканала MTV Европа прошла 9 ноября 2014 года в Глазго.
- Лучший певец — Джастин Бибер
- Лучшая певица — Ариана Гранде
- Лучший новый артист — 5 Seconds of Summer
- Лучшая песня — Ариана Гранде и Игги Азалия «Problem»

### Реальная премия MusicBox 2014
2-я ежегодная премия группы телеканалов Music Box прошла 19 ноября 2014 года в Москве.
- Певец года — Дима Билан
- Певица года — Полина Гагарина
- Группа года — Винтаж
- Прорыв года — ВИА Гра и Вахтанг
- Песня года — Serebro «Я тебя не отдам»

### American Music Awards 2014
42-я ежегодная церемония American Music Awards 2014 прошла 23 ноября в Лос-Анджелесе.
- Артист года — One Direction
- Новый артист года — 5 Seconds of Summer
- Песня года — Кэти Перри и Juicy J «Dark Horse»

### Зал славы рок-н-ролла
Исполнители:
- Hall & Oates (Джон Оутс и Дэрил Холл)[171]
- Kiss (Питер Крисс, Джин Симмонс, Пол Стэнли и Эйс Фрейли)[172]
- Nirvana (Дэйв Грол, Курт Кобейн и Крист Новоселич)[173]
- Питер Гэбриел[174]
- Линда Ронстадт[175]
- Кэт Стивенс[176]

Неисполнители:
- Эндрю Луг Олдем[177]
- Брайан Эпстайн[178]

Награда за музыкальное мастерство:
- E Street Band (Рой Биттан[англ.], Макс Вайнберг[англ.], Стивен Ван Зандт, Кларенс Клемонс, Винни Лопез[англ.], Нилс Лофгрен, Дэвид Саншес[англ.], Патти Скелфа, Гэрри Таллент и Дэнни Федеричи[англ.])[179]

### Зал славы авторов песен
- Грэм Гоулдман[180]
- Марк Джеймс[181]
- Донован[182]
- Рэй Дэвис[183]
- Джим Уэзерли[англ.][184]

Награда Хэла Дэвида «Звёздный свет»:
- Дэн Рейнольдс[185]

Награда Хауи Ричмонда создателю хитов:
- Даг Моррис[англ.][186]

Награда Джонни Мерсера:
- Кеннет Гэмбл и Леон Хафф[187]

Награда за выдающуюся песню:
- Over the Rainbow[188]

### Зал славы кантри
- Хэнк Кокран[англ.][189]
- Ронни Милсап[190]
- Мак Уайзман[191]

## Песни

### США
Хиты № 1 в США (Список синглов № 1 в США в 2014 году (Billboard) #1 Hits)
- «Happy» — Pharrell Williams (10 недель)
- «All About That Bass» — Meghan Trainor (8 недель)
- «Fancy» — Iggy Azalea feat. Charli XCX (7 недель)
- «Rude» — Magic! (6 недель)
- «Blank Space» — Taylor Swift (5 недель)
- «Dark Horse» — Katy Perry feat. Juicy J (4 недели)
- «Shake It Off» — Taylor Swift (4 недели)
- «Timber» — Pitbull feat. Kesha (3 недели)
- «All of Me» — John Legend (3 недели)
- «The Monster» — Eminem feat. Rihanna (2 недели)

### Великобритания
Хиты № 1 в Великобритании (UK Official Top 100 #1 Hits)
- «Rather Be» — Clean Bandit feat. Jess Glynne (4 недели)
- «All About That Bass» — Meghan Trainor (4 недели)
- «Happy» — Pharrell Williams (3 недели)
- «Waves» — Mr. Probz (2 недели)
- «Ghost» — Ella Henderson (2 недели)
- «Am I Wrong» — Nico & Vinz (2 недели)
- «Prayer in C» — Lilly Wood and The Prick feat. Robin Schulz (2 недели)
- «Thinking Out Loud» — Ed Sheeran (2 недели)
- «Uptown Funk» — Mark Ronson feat. Bruno Mars (2 недели)
- «Timber» — Pitbull feat. Kesha (1 неделя)
- «Money on My Mind» — Sam Smith (1 неделя)
- «My Love» — Route 94 feat. Jess Glynne (1 неделя)
- «Tsunami (Jump)» — DVBBS & Borgeous feat. Tinie Tempah (1 неделя)
- «I Got U» — Duke Dumont feat. Jax Jones (1 неделя)
- «She Looks So Perfect» — 5 Seconds of Summer (1 неделя)
- «The Man» — Aloe Blacc (1 неделя)
- «Nobody To Love» — Sigma (1 неделя)
- «Hideaway» — Kiesza (1 неделя)
- «Summer» — Calvin Harris (1 неделя)
- «I Will Never Let You Down» — Rita Ora (1 неделя)
- «Stay With Me» — Sam Smith (1 неделя)
- «I Wanna Feel» — Secondcity (1 неделя)
- «Sing» — Ed Sheeran (1 неделя)
- «Gecko (Overdrive)» — Oliver Heldens & Becky Hill (1 неделя)
- «Problem» — Ariana Grande feat. Iggy Azalea (1 неделя)
- «It's My Birthday» — will.i.am feat. Cody Wise (1 неделя)
- «Me and My Broken Heart» — Rixton (1 неделя)
- «Crazy Stupid Love» — Cheryl feat. Tinie Tempah (1 неделя)
- «Rude» — Magic! (1 неделя)
- «Lovers on the Sun» — David Guetta feat. Sam Martin (1 неделя)
- «Blame» — Calvin Harris feat. John Newman (1 неделя)
- «Changing» — Sigma feat. Paloma Faith (1 неделя)
- «Bang Bang» — Jessie J feat. Ariana Grande & Nicki Minaj (1 неделя)
- «I Don't Care» — Cheryl (1 неделя)
- «Wake Me Up» — Gareth Malone's All Star Choir (1 неделя)
- «Do They Know It's Christmas?» — Band Aid 30 (1 неделя)
- «These Days» — Take That (1 неделя)
- «Something I Need» — Ben Haenow (1 неделя)

### Россия
Хиты № 1 в России (Radio TopHit)
- «Prayer in C» — Lilly Wood and The Prick feat. Robin Schulz (15 недель)
- «Happy» — Pharrell Williams (8 недель)
- «The Monster» — Eminem feat. Rihanna (5 недель)
- «Changes» — Faul & Wad Ad vs. PNAU (5 недель)
- «Young and Beautiful» — Lana Del Rey (4 недели)
- «Когда Рядом Ты» — Винтаж (3 недели)
- «Hideaway» — Kiesza (3 недели)
- «Wake Me Up» — Avicii (2 недели)
- «Safe And Sound» — Capital Cities (1 неделя)
- «Animals» — Martin Garrix (1 неделя)
- «Я Тебя Не Отдам» — Serebro (1 неделя)
- «Только» — Нюша (1 неделя)
- «Ты Знаешь» — Burito feat. Ёлка (1 неделя)
- «Am I Wrong» — Nico & Vinz (1 неделя)
- «You Will Never Know» — Imany (1 неделя)

## Рекорды
- 19 апреля американский рок-музыкант Джек Уайт поставил мировой рекорд, сумев менее чем за четыре часа записать и выпустить свой сингл «Lazaretto». Точное время составило 3:55:21. Таким образом, музыкант побил рекорд швейцарского трио Vollgas Kompanie, которое в 2008 году выпустило пластинку спустя день после начала записи[192].
- Саундтрек к мультфильму «Холодное сердце» поставил рекорд чарта Billboard 200, продержавшись 13 недель на первом месте по продажам в США[193].
- 11 июля Эминем стал первым рэпером-хедлайнером, выступившим на британском стадионе Уэмбли[194].

## Рейтинги
- Опубликован список 500 величайших песен всех времен по версии журнала New Musical Express. Первая десятка выглядит следующим образом:

1. Nirvana — «Smells Like Teen Spirit»
2. Joy Division — «Love Will Tear Us Apart»
3. Донна Саммер — «I Feel Love»
4. The Smiths — «How Soon Is Now?»
5. The Strokes — «Last Nite»
6. Pulp — «Common People»
7. Arctic Monkeys — «I Bet You Look Good on the Dancefloor»
8. New Order — «Blue Monday»
9. The Ronettes — «Be My Baby»
10. The Beach Boys — «Good Vibrations»[195]

- Журнал Billboard назвал самых высокооплачиваемых музыкантов 2013 года. Всего список состоит из 40 позиций: в тройку лидеров попали американская кантри-певица Тейлор Свифт (40 миллионов долларов), кантри-певец Кенни Чесни (33 млн) и Джастин Тимберлейк (29,5 млн)[196].
- «Яндекс.Музыка» составил музыкальную карту России, на которой можно просмотреть музыкальные предпочтения разных регионов страны, а также опубликовал список 20 самых популярных исполнителей на своём сервисе в 2013 году. Первая пятёрка выглядит так:

1. Григорий Лепс
2. Стас Михайлов
3. Нюша
4. Enigma
5. Натали[197]

- Журнал Forbes составил список самых богатых исполнителей жанра хип-хоп за 2014 год. Первая пятёрка выглядит так:

1. Шон «Дидди» Коумз ($700 млн.)
2. Dr. Dre ($550 млн.)
3. Jay-Z ($520 млн.)
4. Birdman ($160 млн.)
5. 50 Cent ($140 млн.)[198]

- Телеканал MTV Rocks назвал список двадцати самых скачиваемых рок-песен в Великобритании, приуроченный к празднованию 10-летия с момента начала законного скачивания музыки в этой стране. Первая пятёрка выглядит следующим образом:

1. Kings of Leon — «Sex on Fire[англ.]»
2. Fun при уч. Жанель Монэ — «We Are Young»
3. Kings of Leon — «Use Somebody»
4. Snow Patrol — «Chasing Cars[англ.]»
5. Journey — «Don’t Stop Believin’»[199]

- Издание The Sunday Times опубликовало ежегодный список самых молодых музыкантов Великобритании (до 30 лет). Его возглавила певица Адель (£45 млн), второе и третье места заняли диджей Кельвин Харрис (£30 млн) и исполнительница Шерил Коул (£16 млн)[200].

## Скончались

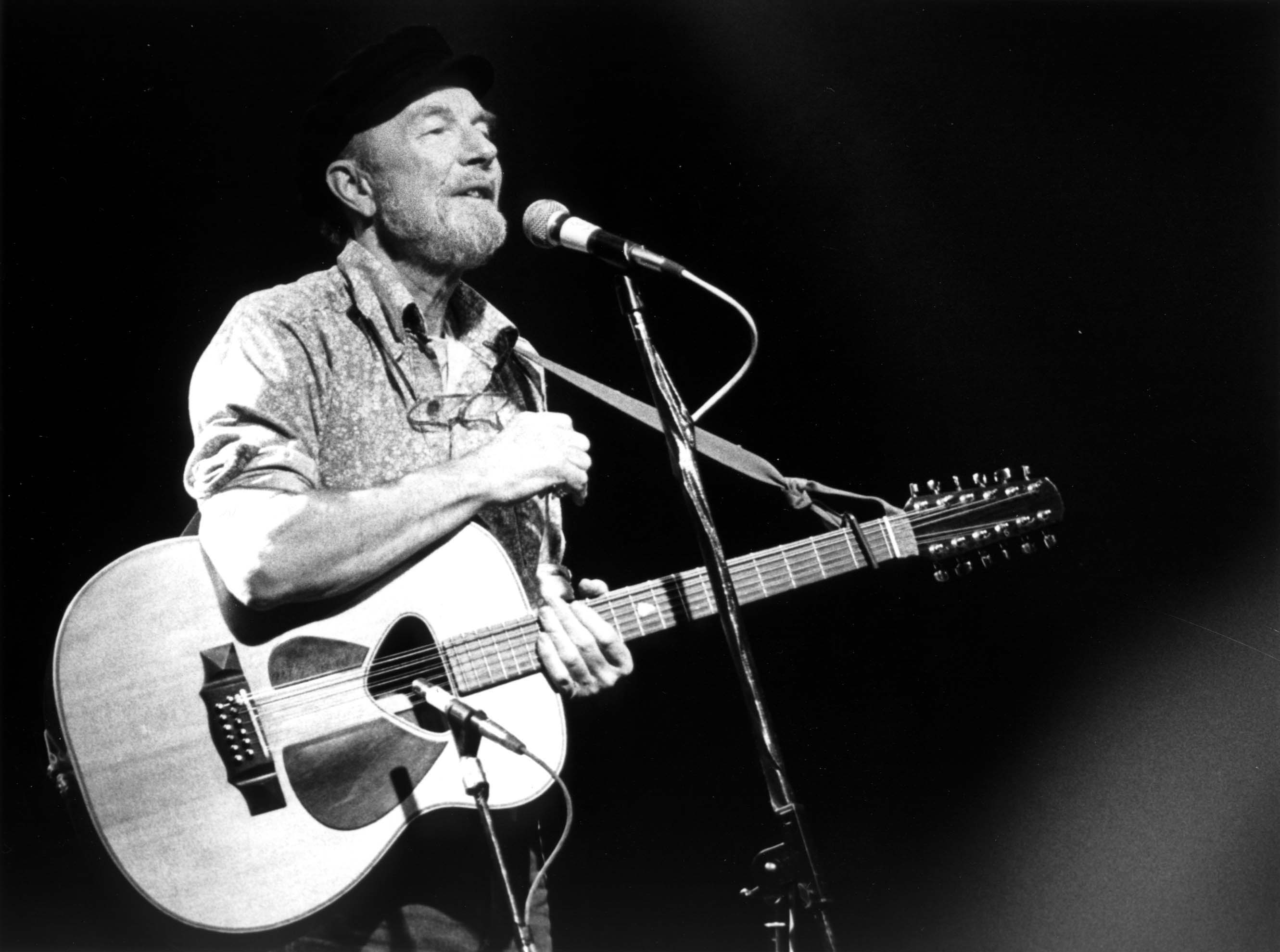
Пит Сигер

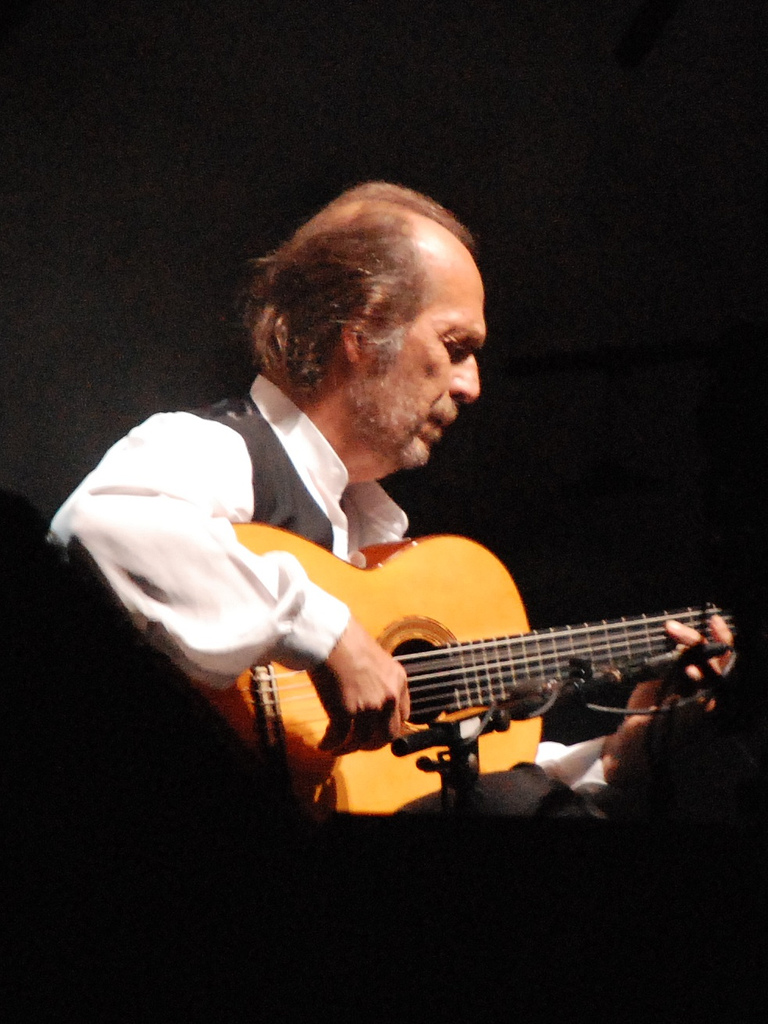
Пако Де Лусия

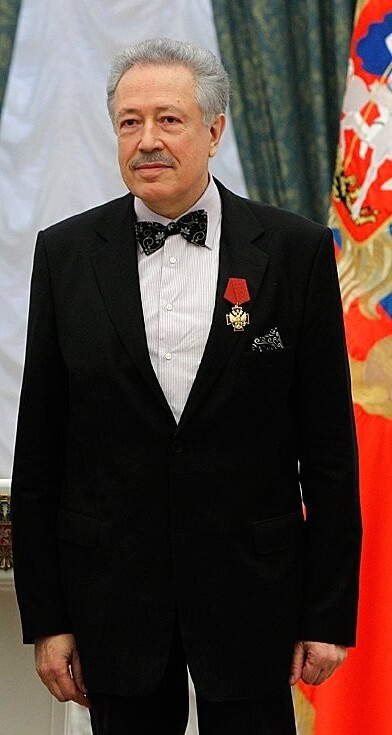
Святослав Бэлза

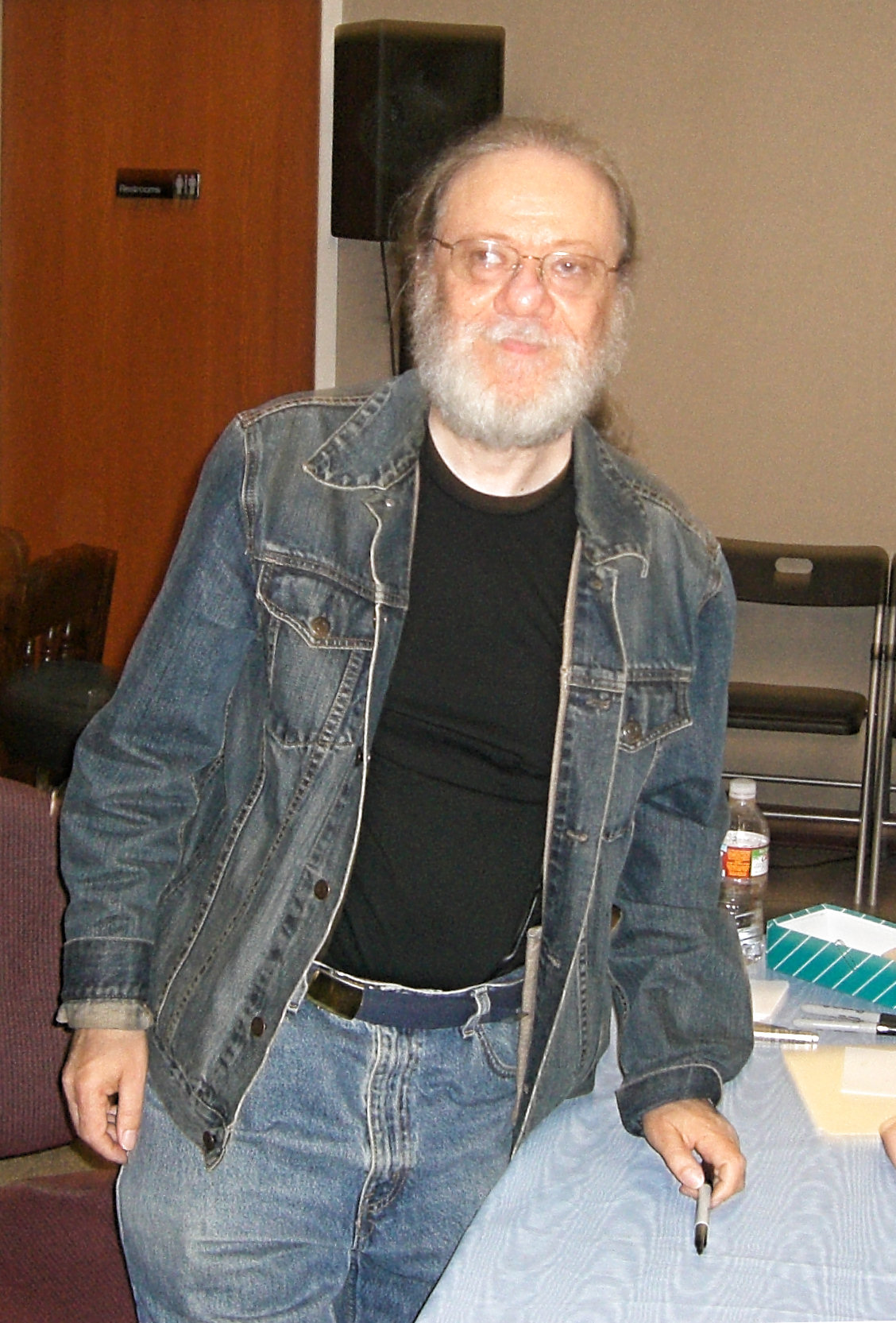
Томми Рамон (Ramones)

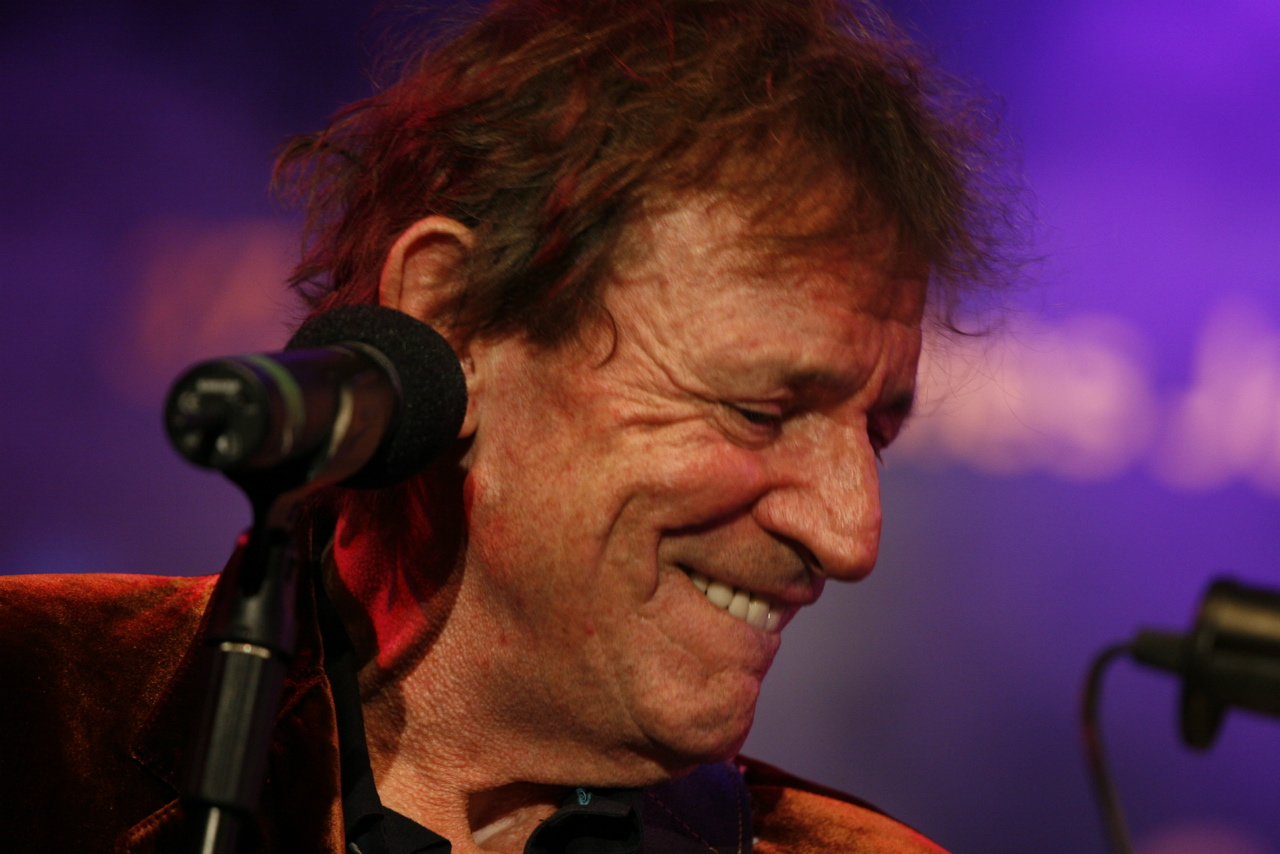
Джек Брюс (Cream)

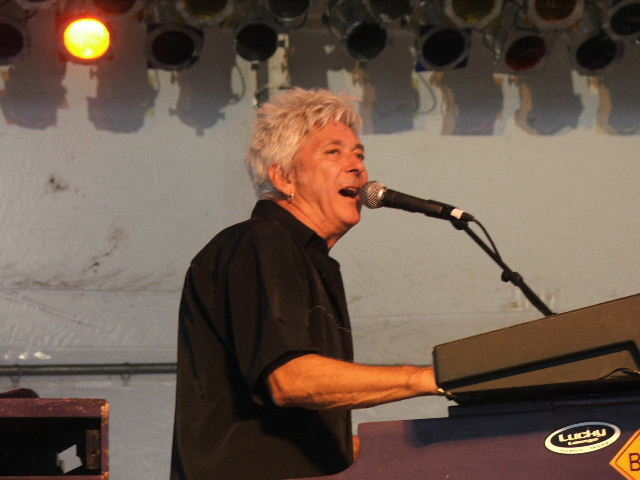
Иэн Маклэган

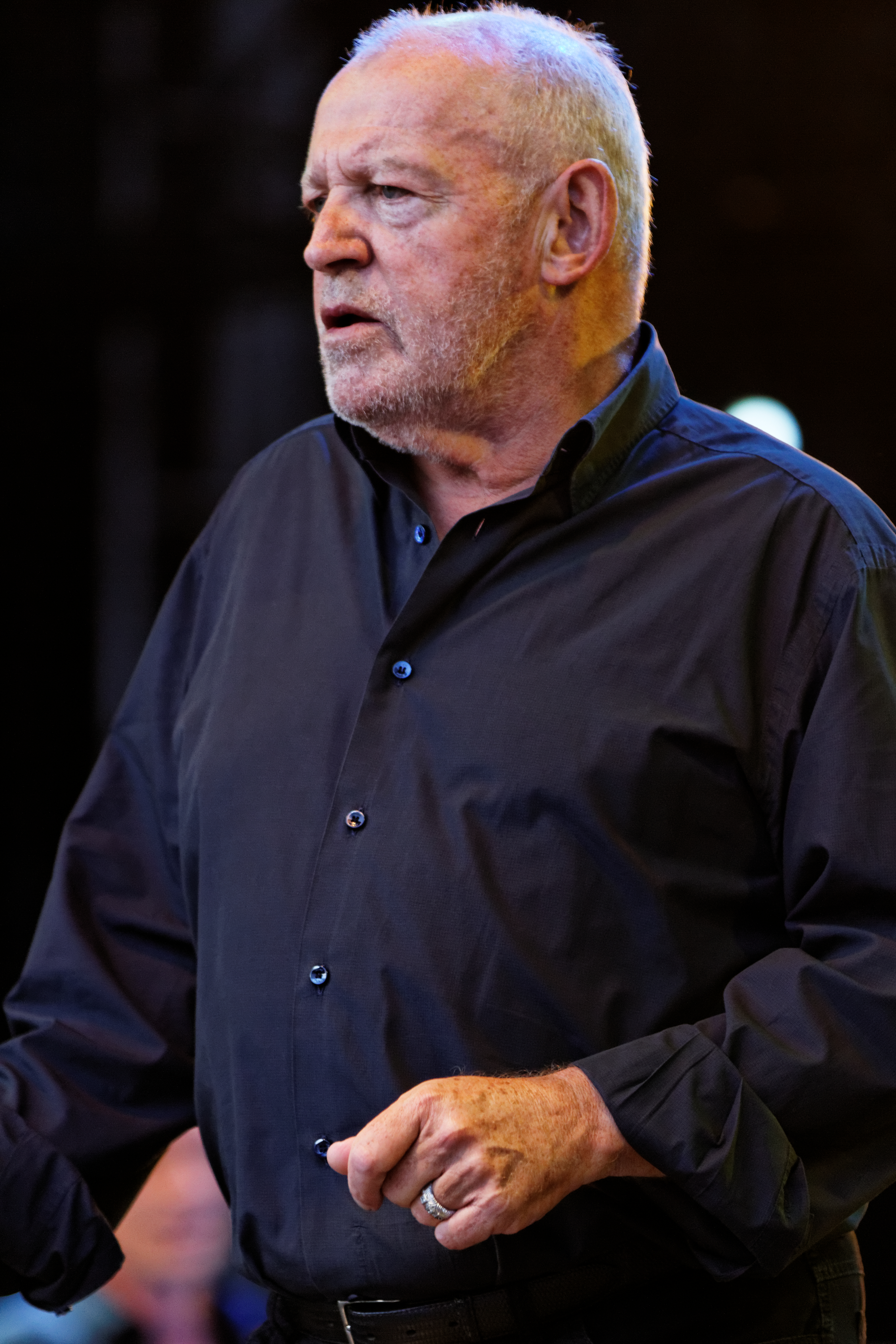
Джо Кокер

### Январь
- 1 января
  - Пьер Куллаз[англ.] (78) — французский джазовый гитарист и виолончелист[201]
  - Тэбби Томас[англ.] (84) — американский блюзовый певец и музыкант[202]
  - Олмахон Хаитова (73) — советская и узбекская певица[203]
  - Милан Хорват (94) — югославский и хорватский дирижёр и музыкальный педагог[204]
- 2 января
  - Томас Курцхальс[нем.] (60) — немецкий композитор и рок-музыкант[205]
  - Джей Трэйнор[англ.] (70) — американский певец, вокалист группы Jay & the Americans[206]
- 3 января
  - Сол Зэнц (92) — американский музыкальный и кинопродюсер
  - Фил Эверли (74) — американский певец и музыкант, участник дуэта The Everly Brothers[207]
- 5 января — Нелсон Нед (66) — бразильский эстрадный певец[208]
- 11 января — Арам Гарабекян[арм.] (58) — армянский дирижёр[209]
- 13 января
  - Ронни Джордан (51) — британский джазовый гитарист, певец и композитор[210]
  - Менахем Зильберман[ивр.] (67) — израильский актёр, комик и автор песен[211]
- 14 января — Сафьян Ибрагимов (87) — советский и российский татарский композитор и актёр[212]
- 18 января — Деннис Фредериксен[англ.] (62) — американский рок-музыкант, вокалист групп LeRoux и Toto[213]
- 20 января
  - Клаудио Аббадо (80) — итальянский оперный и симфонический дирижёр[214]
  - Убальдо Континьелло[итал.] (72) — итальянский композитор[215]
  - Ян Мансхот (66) — нидерландский музыкант, барабанщик группы Normaal
- 21 января — Гастон Барраль[исп.] (44) — аргентинский актёр, певец и музыкант[216]
- 22 января
  - Фред Бертельман (88) — немецкий актёр и певец
  - Франсуа Дегель (81) — французский певец[217]
- 23 января
  - Элеонора Власова (82) — советская и российская балерина и балетный педагог
  - Эльмира Назирова (85) — советская азербайджанская и израильская пианистка, композитор и музыкальный педагог[218]
  - Риц Ортолани (87) — итальянский композитор[219]
- 25 января — Артур Дойл (69) — американский джазовый композитор и музыкант[220]
- 27 января
  - Махаббат Кязимов (60) — советский и азербайджанский певец[221]
  - Пит Сигер (94) — американский фолк-певец, музыкант и общественный активист[222]
- 28 января — Джон Какавас (83) — американский кинокомпозитор, аранжировщик и дирижёр
- 30 января
  - Жан Бабиле (90) — французский артист балета и хореограф
  - Игор Гядров (84) — югославский и хорватский дирижёр и музыкальный педагог
- 31 января — Александр Ивашкин (65) — советский и российский виолончелист, дирижёр, музыковед и музыкальный педагог[223]

### Февраль
- 2 февраля — Герд Альбрехт (78) — немецкий дирижёр[224]
- 3 февраля — Гисса Чич (77) — советский и российский адыгейский композитор, хормейстер и музыкальный педагог[225]
- 5 февраля — Ричард Хэйман[англ.] (93) — американский музыкант, аранжировщик и дирижёр[226]
- 6 февраля
  - Ваче Зела (74) — албанская певица
  - Жан Лапьер (91) — французский кларнетист и дирижёр
- 9 февраля — Маркос Алексиу (74) — греческий пианист, композитор и музыкальный педагог
- 11 февраля
  - Алис Бабс (90) — шведская певица и актриса[227]
  - Вячеслав Калаберда (67) — советский и российский музыкальный педагог
  - Шон Поттс[англ.] (83) — ирландский музыкант, один из основателей группы The Chieftains[228]
- 14 февраля — Аркадий Буданицкий (88) — советский и российский виолончелист
- 17 февраля
  - Мария Давиташвили (89) — советский и грузинский композитор и музыкальный педагог
  - Владислав Казенин (76) — советский и российский композитор и пианист[229]
  - Боб Касале[англ.] (61) — американский музыкант и композитор, гитарист и клавишник группы Devo[230]
- 18 февраля
  - Бернд Носке[нем.] (67) — немецкий музыкант,  барабанщик и вокалист группы Birth Control[231]
  - Мария фон Трапп[англ.] (99) — австрийская и американская певица, участница вокального ансамбля семьи фон Трапп[англ.][232]
- 19 февраля
  - Симон Диас (85) — венесуэльский певец и композитор[233]
  - Юрий Рабинович (76) — советский и российский композитор
- 20 февраля
  - Виктор Брызгалин (72) — советский и российский баянист и музыкальный педагог
  - Питер ван дер Слот (87) — нидерландский танцовщик, хореограф и балетмейстер
- 21 февраля — Франческо Ди Джакомо[итал.] (66) — итальянский певец и автор песен, вокалист группы Banco del Mutuo Soccorso[234]
- 23 февраля
  - Алиса Херц-Зоммер (110) — чехословацкая и израильская пианистка и музыкальный педагог[235]
  - Тадеуш Хыла[пол.] (80) — польский эстрадный певец, гитарист и композитор[236]
- 24 февраля
  - Натан Бендицкий (65) — советский и российский пианист и музыкальный педагог[237]
  - Фрэнни Бичер[англ.] (92) — американский музыкант, гитарист группы Bill Haley & His Comets[238]
  - Анна Рейнольдс (83) — британская оперная певица (меццо-сопрано)
  - Николае Херля (86) — румынский оперный певец (баритон)[239]
- 25 февраля
  - Пако де Лусия (66) — испанский гитарист[240]
  - Эмил Симон (77) — румынский дирижёр
- 27 февраля — Валентин Дынга (62) — советский и молдавский композитор[241]
- 28 февраля — Карл Антон Риккенбахер (73) — швейцарский дирижёр[242]

### Март
- 1 марта — Анатолий Розанов (88) — советский и российский пианист, музыковед и музыкальный педагог
- 2 марта — Александр Белинский (85) — советский и российский театральный и кинорежиссёр и сценарист
- 3 марта — Роберт Эшли[англ.] (83) — американский композитор[243]
- 4 марта
  - Марк Фрейдкин (60) — советский и российский поэт, прозаик, переводчик, автор и исполнитель песен[244]
  - Ренато Чони[итал.] (84) — итальянский оперный певец (тенор)[245]
- 7 марта
  - Муса Гешаев (73) — советский и российский писатель, поэт-песенник и публицист
  - Адилия Кастильо[исп.] (80) — венесуэльская актриса, певица и композитор[246]
- 8 марта
  - Жерар Мортье (70) — бельгийский оперный режиссёр
  - Бюрен Фаулер[англ.] (54) — американский гитарист[247]
- 9 марта
  - Франсуаза Адне (89) — французская художница и пианистка
  - Юрий Рожков (72) — советский и украинский певец, композитор и аранжировщик
- 11 марта
  - Рамазан Бапов (66) — советский и казахский артист балета, балетмейстер, хореограф и балетный педагог
  - Павел Ривилис (77) — советский и молдавский композитор и музыкальный педагог[248]
- 14 марта
  - Гэри Бёргер[англ.] (71) — американский музыкант, вокалист и гитарист группы The Monks[249]
  - Мирна Морес[исп.] (93) — аргентинская певица и актриса[250]
- 15 марта — Скотт Эштон (64) — американский рок-музыкант, барабанщик группы The Stooges[251]
- 16 марта — Митч Ли (86) — американский композитор и театральный продюсер
- 17 марта — Андрей Денников (36) — российский актёр, певец, хореограф и постановщик
- 18 марта
  - Оттавио Гаравента[итал.] (80) — итальянский оперный певец (тенор)[252]
  - Джо Лала[англ.] (66) — американский перкуссионист и актёр[253]
- 23 марта — Дэйв Броки[англ.] (50) — канадский и американский музыкант, основатель и вокалист группы GWAR[254]
- 24 марта — Паулу Шрёбер[порт.] (40) — бразильский гитарист, музыкальный продюсер и композитор[255]
- 27 марта — Виктор Темнов (79) — советский и российский композитор, танцор, баянист и куплетист[256]
- 28 марта — Альберт Зайонц (77) — советский и российский гобоист и музыкальный педагог[257]
- 29 марта
  - Билл Манди (71) — американский сессионный барабанщик
  - Дурия Рагимова (85) — советская и российская певица и актриса
- 31 марта — Фрэнки Наклз (59) — американский диджей и музыкальный продюсер[258]

### Апрель
- 1 апреля — Мария Загайкевич (87) — советский и украинский музыковед и балетовед
- 2 апреля — Яаков Голландер[ивр.] (86) — израильский певец, композитор, аранжировщик и дирижёр[259]
- 3 апреля — Артур Смит[англ.] (93) — американский композитор, музыкант и музыкальный продюсер[260]
- 5 апреля
  - Оскар Авилес (90) — перуанский певец, гитарист, аранжировщик и композитор
  - Абрам Штерн (95) — советский и американский скрипач и музыкальный педагог[261]
- 6 апреля
  - Жак Кастеред (87) — французский композитор
  - Эржи Ковач[венг.] (85) — венгерская эстрадная певица[262]
- 7 апреля — Джон Ширли-Куирк (82) — британский оперный певец (бас-баритон)[263]
- 11 апреля — Джесси Винчестер[англ.] (69) — американский и канадский певец и автор песен[264]
- 12 апреля
  - Борис Карадимчев[болг.] (81) — болгарский композитор[265]
  - Брита Койвунен (82) — финская джазовая певица[266]
  - Фред Хо (56) — американский джазовый саксофонист, композитор и аранжировщик[267]
- 13 апреля — Зиновий Столяр (90) — советский и молдавский музыковед, музыкальный критик и музыкальный педагог
- 15 апреля — Шейн Гибсон (35) — американский рок-музыкант, гитарист группы Korn[268]
- 17 апреля — Чео Фелисиано[исп.] (78) — пуэрто-риканский певец и композитор[269]
- 18 апреля
  - Деон Джексон (68) — американский певец и автор песен
  - Надя Ножарова (97) — болгарская и американская певица, актриса и филантроп
  - Брайан Пристман (87) — британский дирижёр и музыкальный педагог
- 19 апреля — Кевин Шарп[англ.] (43) — американский кантри-певец и автор песен[270]
- 20 апреля — Юрий Корчинский (61) — советский и российский скрипач
- 23 апреля — Фолькер Вангенхайм (85) — немецкий дирижёр и композитор
- 24 апреля
  - Константин Орбелян (85) — советский и армянский пианист, дирижёр и композитор[271]
  - Валерий Раевский (76) — советский и российский дирижёр[272]
- 25 апреля
  - Руслан Горобец (57) — советский, российский и украинский певец, композитор и аранжировщик[273]
  - Берон Меробов[тадж.] (76) — советский и таджикский дирижёр[274]
- 26 апреля
  - Ник Матвеев (56) — советский и латвийский певец, музыкант и композитор[275]
  - DJ Rashad[англ.] (34) — американский электронный музыкант и диджей[276]
- 27 апреля
  - Любовь Кузьмичёва (76) — советская и российская певица
  - DJ E-Z Rock[англ.] (46) — американский хип-хоп-исполнитель[277]
- 28 апреля — Деннис Камакахи (61) — американский гавайский гитарист и композитор[278]
- 29 апреля
  - Ивета Бартошова (48) — чехословацкая и чешская певица и актриса[279]
  - Лантуат Нгуен (79) — советский и российский композитор и музыкальный педагог вьетнамского происхождения
- 30 апреля — Иван Нестеров (87) — советский и российский кларнетист и музыкальный педагог

### Май
- 1 мая — Хуан Формель[исп.] (71) — кубинский басист, композитор и аранжировщик[280]
- 2 мая
  - Джессика Кливс[англ.] (65) — американская певица и автор песен[281]
  - Юрий Созанский (87/88) — советский и украинский пианист, дирижёр, композитор и музыковед
- 3 мая — Акшин Ализаде (76) — советский и азербайджанский композитор[282]
- 5 мая — Владимир Руденко (88) — советский и российский баянист и композитор[283]
- 6 мая — Энтони Хопкинс[англ.] (93) — британский композитор, пианист, дирижёр и радиоведущий[284]
- 7 мая
  - Джордж Кристи (79) — британский оперный менеджер
  - Ваан Миракян[арм.] (78) — советский и армянский оперный певец (тенор)[285]
- 8 мая — Александр Флярковский (82) — советский и российский композитор и автор песен[286]
- 9 мая
  - Селим Сеслер (56/57) — турецкий кларнетист
  - Фрэнк Страдзери (84) — американский джазовый пианист
  - Джо Уайлдер[англ.] (92) — американский джазовый трубач и композитор[287]
- 10 мая
  - Наохиро Иваи[яп.] (90) — японский композитор, аранжировщик и дирижёр[288]
  - Андре Попп[фр.] (90) — французский композитор, аранжировщик и дирижёр[289]
- 11 мая — Эд Гальярди (62) — американский музыкант, бас-гитарист группы Foreigner[290]
- 12 мая — Дагвин Лувсаншарав (86) — монгольский композитор, дирижёр и хормейстер
- 15 мая — Майя Романова (87) — советская и российская марийская актриса и певица
- 16 мая — Никола Гюзелев (77) — болгарский оперный певец (бас)[291]
- 17 мая
  - Анатолий Поперечный (79) — советский и российский поэт, автор текстов песен
  - Мзия Симонишвили (48) — советская, грузинская и австрийская пианистка
- 18 мая
  - Ликург Ангелопулос (72) — греческий певец, музыковед и музыкальный педагог[292]
  - Джерри Вейл (83) — американский певец[293]
- 19 мая — Франц Пауль Деккер (90) — немецкий дирижёр[294]
- 20 мая — Руперт Лёвенштайн (80) — британский бизнесмен испанского происхождения, финансовый менеджер группы The Rolling Stones
- 21 мая — Алексей Цибизов (85) — советский и российский композитор[295]
- 23 мая — Николай Кунаев (83) — советский и российский хоровой дирижёр
- 26 мая — Иосиф Эльгисер (84) — советский и украинский композитор, пианист и музыкальный педагог[296]
- 27 мая — Рут Флауэрс (83) — британский диджей[297]
- 28 мая — Дэвид Надьен (88) — американский скрипач

### Июнь
- 1 июня — Феликс Мандре[эст.] (86) — советский и эстонский композитор, дирижёр, аранжировщик и пианист[298]
- 3 июня
  - Святослав Бэлза (72) — советский и российский музыковед, литературовед, критик, публицист и телеведущий[299]
  - Стив Кинг[англ.] (56) — американский музыкальный продюсер и звукорежиссёр[300]
  - Вирхиния Луке[исп.] (86) — аргентинская певица и актриса[301]
- 5 июня — Дон Дэвис[англ.] (75) — американский музыкальный продюсер, автор песен и гитарист[302]
- 6 июня
  - Юрий Варум (64) — советский и российский композитор, музыкальный продюсер и аранжировщик[303]
  - Мавлетбай Гайнетдинов (76) — советский и российский башкирский эстрадный певец[304]
  - Маджит Ногайлиев (78) — советский и российский композитор, фольклорист и музыкальный педагог[305]
- 8 июня — Иво Винко (86) — итальянский оперный певец (бас)[306]
- 11 июня
  - Нонна Суханова (80) — советская эстрадная певица
  - Рафаэль Фрюбек де Бургос (80) — испанский дирижёр[307]
- 12 июня — Джимми Скотт (88) — американский джазовый певец[308]
- 13 июня
  - Джим Киз[англ.] (67) — австралийский музыкант и автор песен, вокалист и гитарист группы The Masters Apprentices[англ.][309]
  - Берислав Клобучар[хорв.] (89) — югославский и хорватский дирижёр[310]
- 15 июня — Кейси Кейсем (82) — американский радиоведущий и актёр
- 17 июня — Юлия Пашковская (78) — советская эстрадная певица и актриса
- 18 июня — Хорас Сильвер (85) — американский джазовый пианист и композитор[311]
- 19 июня — Джерри Гоффин (75) — американский поэт-песенник[312]
- 22 июня — Тини Ходжес[англ.] (68) — американский гитарист и автор песен[313]
- 25 июня — Олег Киняев (49) — советский и российский органист[314]
- 26 июня — Юлиус Рудель (93) — американский дирижёр австрийского происхождения[315]
- 27 июня — Бобби Уомак (70) — американский певец, гитарист и автор песен[316]
- 29 июня — Пол Хорн (84) — американский джазовый флейтист[317]

### Июль
- 2 июля — Пеэтер Сауль (82) — советский и эстонский пианист, аранжировщик и дирижёр[318]
- 4 июля — Арпад Йоо (66) — венгерский и американский пианист и дирижёр
- 6 июля — Хельми Пуур (80) — советская и эстонская балерина и балетмейстер
- 10 июля — Зохра Сехгал (102) — индийская актриса, танцовщица и хореограф
- 11 июля
  - Томми Рамон (65) — американский рок-музыкант и музыкальный продюсер венгерского происхождения, основатель и барабанщик группы Ramones[319]
  - Чарли Хейден (76) — американский джазовый контрабасист и композитор[320]
- 13 июля — Лорин Маазель (84) — американский дирижёр, скрипач и композитор[321]
- 16 июля
  - Джонни Винтер (70) — американский блюзовый певец, гитарист и композитор[322]
  - Василий Ворохобко (67) — советский и российский артист балета и балетный педагог
  - Марина Попова (88) — советская и российская якутская певица[323]
  - Маргарита Суворова (75) — советская и российская эстрадная певица[324]
- 17 июля — Элейн Стритч (89) — американская актриса и певица[325]
- 19 июля
  - Муи Гасанова (84) — советская и российская дагестанская певица и актриса[326]
  - Лайонел Фербос[англ.] (103) — американский джазовый трубач[327]
- 23 июля
  - Дора Брайан (91) — британская актриса и певица
  - Норман Лейден[англ.] (96) — американский дирижёр, композитор, аранжировщик и кларнетист[328]
- 24 июля
  - Яан Ардер[эст.] (62) — советский и эстонский певец и музыкант, вокалист групп Hortus Musicus и «Апельсин»[329]
  - Диего Легран (85) — уругвайский композитор
  - Пэ Икхван (57) — южнокорейский скрипач и музыкальный педагог[330]
  - Кристиан Фальк[швед.] (52) — шведский музыкант и музыкальный продюсер, басист группы Imperiet[331]
- 25 июля — Карло Бергонци (90) — итальянский оперный певец (тенор)[332]
- 29 июля — Джорджо Газлини[итал.] (84) — итальянский пианист, аранжировщик и композитор[333]
- 30 июля — Дик Вагнер[англ.] (71) — американский рок-гитарист и автор песен[334]
- 31 июля — Мукку Раджу (82/83) — индийский хореограф и актёр

### Август
- 1 августа — Майкл Джонс[англ.] (35) — австралийский певец и автор песен
- 2 августа
  - Ольга Воронец (88) — советская и российская певица[335]
  - Токон Эшпаев (64) — советский и киргизский баянист и певец[336]
- 3 августа — Ян Ярчик[пол.] (66) — польский джазовый пианист, композитор, аранжировщик и музыкальный педагог[337]
- 4 августа
  - Кармен де Лирио[исп.] (87) — испанская певица и актриса[338]
  - Джейк Хукер[англ.] (61) — американский музыкант и автор песен, гитарист группы Arrows[англ.][339]
- 5 августа — Сепух Абгарян (84) — кипрский композитор, радиоведущий и дирижёр[340]
- 7 августа — Кристина Дойтеком (82) — нидерландская оперная певица (колоратурное сопрано)[341]
- 8 августа — Питер Скалторп (85) — австралийский композитор[342]
- 13 августа
  - Франс Брюгген (79) — нидерландский флейтист и дирижёр[343]
  - Колумба Домингес (85) — мексиканская актриса, певица и художница
- 14 августа — Рик Парашар (50) — американский музыкант, музыкальный продюсер и звукоинженер[344]
- 15 августа
  - Личия Альбанезе (105) — итальянская и американская оперная певица (сопрано)[345]
  - Мелис Асылбашев (67) — советский и киргизский артист балета, хореограф и балетмейстер
  - Ян Экер[пол.] (100) — польский пианист, композитор и музыкальный педагог[346]
- 20 августа — Бадди Макмастер (89) — канадский скрипач
- 21 августа — Анатолий Тихонов (82) — советский и российский балалаечник и музыкальный педагог[347]
- 27 августа
  - Йехезкиэль Браун[ивр.] (92) — израильский композитор и музыкальный педагог[348]
  - Перет[исп.] (79) — испанский певец, гитарист и композитор[349]
  - Сэнди Уилсон[англ.] (90) — британский композитор и автор песен[350]
- 28 августа
  - Гленн Корник (67) — британский музыкант и автор песен, бас-гитарист группы Jethro Tull[351]
  - Алексей Макаревич (59) — советский и российский музыкант, автор песен и музыкальный продюсер, гитарист группы «Воскресение», создатель группы «Лицей»[352]
- 31 августа — Йозеф Грнчирж (93) — чехословацкий и чешский дирижёр

### Сентябрь
- 1 сентября
  - Даврон Алиматов[тадж.] (64) — советский и таджикский певец и актёр[353]
  - Джими Джемисон (63) — американский рок-музыкант и автор песен, вокалист группы Survivor[354]
  - Римма Диева (88) — советская и российская пианистка и музыкальный педагог
- 2 сентября — Антонис Вардис (66) — греческий певец и композитор[355]
- 3 сентября — Ынби[кор.] (21) — южнокорейская поп-певица, вокалистка группы Ladies’ Code[356]
- 4 сентября
  - Влодзимеж Котоньский (89) — польский композитор и музыковед[357]
  - Густаво Серати (55) — аргентинский певец, музыкант и композитор, вокалист и гитарист группы Soda Stereo[358]
- 5 сентября
  - Симон Баттл (25) — американская певица, участница группы G.R.L.[англ.][359]
  - Васка Биджова-Гайдова (90) — югославская и македонская оперная певица (колоратурное сопрано)
- 7 сентября
  - Квон Рисе (23) — японская и южнокорейская поп-певица, участница группы Ladies’ Code[360]
  - Эльза Марианна фон Розен (90) — шведская балерина, балетмейстер и балетный педагог
- 8 сентября
  - Магда Оливеро (104) — итальянская оперная певица (сопрано)[361]
  - Джеральд Уилсон (96) — американский джазовый трубач, композитор и бэндлидер[362]
- 9 сентября
  - Сергей Кагадеев (49) — советский и российский рок-музыкант, певец и актёр, вокалист группы «НОМ»[363]
  - Роберт Янг[англ.] (49) — шотландский музыкант, гитарист группы Primal Scream[364]
- 11 сентября
  - Антуан Дюамель (89) — французский композитор[365]
  - Михаил Кафтанат (68) — советский и молдавский артист балета, балетный педагог и балетмейстер
  - Боб Крю[англ.] (83) — американский музыкальный продюсер, певец и автор песен[366]
  - Козимо Матасса (88) — американский звукорежиссёр и владелец студий звукозаписи
- 12 сентября
  - Салах аль-Махди (89) — тунисский композитор, музыкант, дирижёр, музыковед и музыкальный педагог
  - Джон Густафсон (72) — британский бас-гитарист, певец и автор песен[367]
  - Тамилла Махмудова (83) — советская и российская пианистка и музыкальный педагог[368]
  - Джо Сэмпл[англ.] (75) — американский джазовый музыкант и композитор, основатель и клавишник группы The Crusaders[369]
  - Чжоу Вэйчжи (98) — китайский музыкант, композитор и политик, министр культуры КНР (1980—1982)[370]
- 14 сентября — Владимир Самарцев (72) — советский и украинский певец[371]
- 15 сентября
  - Елена Волошина (90) — советская и российская актриса и певица
  - Джеки Кэйн (86) — американская джазовая певица, участница дуэта Jackie and Roy
- 16 сентября — Лидия Пройетти (93) — итальянская пианистка и музыкальный педагог
- 17 сентября — Джордж Хэмилтон IV[англ.] (77) — американский кантри-певец и музыкант[372]
- 18 сентября
  - Энрике Диас Товар[исп.] (69) — колумбийский певец, аккордеонист и автор песен[373]
  - Кенни Уилер (84) — канадский джазовый трубач и композитор[374].
- 19 сентября — Франсиско Фелисиано[англ.] (73) — филиппинский композитор и дирижёр[375]
- 20 сентября
  - Зилара Аюпова (81) — советская и российская башкирская танцовщица
  - Полли Берген (84) — американская актриса и певица[376]
- 21 сентября — Виктор Петриченко (60) — советский и российский хоровой дирижёр и музыкальный педагог
- 23 сентября — Таласбек Асемкулов (59) — советский и казахстанский писатель, музыкант и композитор[377]
- 24 сентября — Кристофер Хогвуд (73) — британский клавесинист, дирижёр, музыковед[378].
- 25 сентября
  - Василий Богданов (89) — советский и российский танцор, хореограф и балетмейстер
  - Лидия Гончарова (92) — советская артистка балета и балетный педагог
  - Яак Йоала (64) — советский и эстонский эстрадный певец[379]
  - Римма Карельская (87) — советская и российская балерина и балетный педагог
- 28 сентября
  - Гиль Алдема (86) — израильский композитор, аранжировщик, музыкальный педагог и радиоведущий
  - Александр Рогачёв (64) — советский и российский композитор и музыкальный педагог
  - Петр Скоумал[чеш.] (76) — чехословацкий и чешский композитор и музыкант[380]

### Октябрь
- 1 октября
  - Линси де Пол[англ.] (66) — британская певица и автор песен[381]
  - Вячеслав Исаков (69) — советский и российский инженер и педагог, теоретик системы балетного образования
- 4 октября
  - Игорь Дегтярюк (62) — советский и российский гитарист
  - Родригу Менезиш[порт.] (40) — португальский актёр и певец[382]
  - Пол Ревир[англ.] (76) — американский певец и автор песен, основатель и лидер группы Paul Revere & the Raiders[383]
- 5 октября — Джеффи Холдер (84) — тринидадский актёр, танцор, певец и художник, двукратный лауреат премии «Тони» (1975)[384].
- 6 октября
  - Павел Муравский (100) — советский и украинский хоровой дирижёр и музыкальный педагог[385]
  - Олег Поляков (69) — советский и украинский джазовый музыкант и музыкальный теоретик
- 7 октября — Валентина Пимеенок (91) — советская и российская актриса и певица
- 8 октября — Марк Белл[англ.] (43) — британский электронный музыкант и музыкальный продюсер, участник группы LFO[386]
- 9 октября — Рита Шэйн[англ.] (78) — американская оперная певица (колоратурное сопрано)[387]
- 11 октября — Анита Черкуэтти (83) — итальянская оперная певица (сопрано)[388].
- 13 октября — Тармо Лейнатамм[эст.] (57) — советский и эстонский дирижёр, комик и политик[389]
- 14 октября — Исайя Оуэнс[англ.] (39) — американский музыкант, клавишник группы The Mars Volta[390]
- 15 октября — Миле Краина (90) — хорватский певец, гуслар и автор песен
- 16 октября — Тим Хаузер (72) — американский музыкант (The Manhattan Transfer)[391].
- 18 октября — Пол Крафт[англ.] (76) — американский кантри-певец и автор песен[392]
- 19 октября
  - Стивен Паулюс[англ.] (65) — американский композитор[393]
  - Рафаэль Равенскрофт (60) — британский саксофонист и композитор[394]
  - Джон Холт[англ.] (67) — ямайский певец и автор песен[395]
- 21 октября — Кристофер Фальцоне[фр.] (29) — американский пианист[396]
- 23 октября — Элвин Стардаст (72) — британский поп-музыкант, первую известность получивший в 1961—1962 годах под псевдонимом Шейн Фентон[397].
- 25 октября
  - Джек Брюс (71) — шотландский музыкант и автор песен, басист группы Cream[398]
  - Аврора Серратос Гарибай (86) — мексиканская пианистка и музыкальный педагог
- 31 октября
  - Кяби Ларетей (92) — шведская пианистка и писательница эстонского происхождения[399]
  - Ренато Селлани[итал.] (88) — итальянский джазовый пианист и композитор[400]
  - Иэн Фрэйзер[англ.] (81) — британский композитор, дирижёр и аранжировщик[401]

### Ноябрь
- 1 ноября
  - Юг Ле Барс (64) — французский композитор и музыкант
  - Уэйн Статик (48) — американский рок-музыкант, вокалист, гитарист и клавишник группы Static-X[402]
- 2 ноября — Акер Билк (85) — британский кларнетист[403]
- 3 ноября — Аугусто Мартелли (74) — итальянский композитор, дирижёр, аранжировщик и телеведущий[404]
- 4 ноября — Виктор Черноморцев (66) — советский и российский оперный певец, солист Мариинского театра, народный артист Российской Федерации (2007)[405].
- 5 ноября — Манитас де Плата (93) — французский гитарист фламенко[406]
- 6 ноября
  - Василий Волков (83) — советский и российский композитор, фольклорист и хормейстер[407]
  - Рик Росас[англ.] (65) — американский сессионный бас-гитарист[408]
- 7 ноября — Любомир Йорга (82) — советский и молдавский танцор и музыкант,  артист ансамбля «Жок»[409]
- 11 ноября — Биг Бэнк Хэнк[англ.] (58) — американский рэпер, участник группы The Sugarhill Gang[410]
- 13 ноября — Майк Бёрни[англ.] (70) — британский музыкант, саксофонист группы Wizzard[411]
- 14 ноября
  - Мортеза Пашаи (30) — иранский певец и композитор
  - Шамиль Хамадинуров (64) — советский и российский башкирский артист эстрады, певец, народный артист Республики Башкортостан (2013)[412].
- 17 ноября — Джимми Раффин (78) — американский певец[413]
- 20 ноября — Артур Баттеруорт[англ.] (91) — британский композитор, дирижёр, трубач и музыкальный педагог[414]
- 21 ноября — Ван Кунь (89) — китайская певица и актриса[415]
- 22 ноября — Клэр Бэрри (94) — американская певица, участница дуэта «Сёстры Бэрри»[416]
- 23 ноября — Алла Сизова (75) — советская и российская балерина и балетный педагог
- 25 ноября — Петр Гапка (70) — чехословацкий и чешский музыкант, композитор, певец и дирижёр[417]
- 26 ноября — Сабах (87) — ливанская актриса и певица[418]
- 29 ноября
  - Люк Де Вос (52) — бельгийский певец, писатель и автор песен
  - Брайан Макдональд (86) — канадский танцовщик, хореограф, театральный режиссёр и музыкальный педагог

### Декабрь
- 1 декабря — Марио Абрамович[исп.] (88) — аргентинский скрипач и композитор[419]
- 2 декабря — Бобби Киз (70) — американский концертный и сессионный саксофонист[420]
- 3 декабря — Иэн Маклэган (69) — британский музыкант, клавишник групп Small Faces и Faces[421]
- 4 декабря
  - Вячеслав Айба (66) — советский и абхазский дирижёр
  - Юрий Богданов (87) — советский и российский дирижёр и музыкальный педагог[422]
  - Алексей Наседкин (71) — советский и российский пианист, композитор и музыкальный педагог[423]
- 5 декабря
  - Мануэль Де Сика[итал.] (65) — итальянский композитор[424]
  - Луис Эррера де ла Фуэнте (98) — мексиканский дирижёр и композитор[425].
- 6 декабря — Умар Бексултанов (77) — советский и российский чеченский композитор и музыкальный педагог, автор музыки гимна Чеченской Республики[426]
- 7 декабря
  - Игорь Доценко (61) — советский и российский рок-музыкант, барабанщик групп «Синяя птица», «ДДТ» и «Чиж & Co»[427]
  - Джузеппе Манго (60) — итальянский певец, композитор и поэт[428]
  - Владимир Шинкачук (60) — украинский бард, поэт и композитор[429].
- 8 декабря — Кнут Нюстедт (99) — норвежский композитор, органист и дирижёр[430]
- 9 декабря
  - Алексей Литвинов (60) — советский и украинский хореограф
  - Лидия Мордкович (70) — советская и британская скрипачка и музыкальный педагог[431]
  - Жозе Фегали (53) — бразильский пианист, лауреат конкурса пианистов имени Вана Клиберна (1985)[432].
- 10 декабря — Сладжа Гудураш (27) — боснийская актриса и певица
- 11 декабря — Ханс Валлат[нем.] (85) — немецкий дирижёр[433]
- 12 декабря — Джон Хэмптон (61) — американский звукорежиссёр и продюсер, двукратный лауреат премии «Грэмми» (2006, 2007)[434].
- 14 декабря
  - Ирен Дэлис[англ.] (89) — американская оперная певица (меццо-сопрано)[435]
  - Оксана Лиховид (70) — советский и украинский композитор и музыковед
- 15 декабря
  - Владимир Угольник[бел.] (61) — советский и белорусский гитарист и музыкальный педагог[436]
  - Чакри (40) — индийский композитор[437].
- 16 декабря — Булат Каракулов (72) — советский и казахский музыковед и музыкальный педагог[438]
- 18 декабря — Ларри Хенли[англ.] (77) — американский певец и автор песен[439]
- 19 декабря
  - Хуан Мосто[исп.] (78) — перуанский композитор и певец[440]
  - Ларри Смит (63) — американский музыкант и музыкальный продюсер[441]
- 21 декабря — Удо Юргенс (80) — австрийский певец и композитор[442].
- 22 декабря
  - Джо Кокер (70) — британский певец[443]
  - Александр Конищев (68/69) — советский и российский баянист и концертмейстер
- 23 декабря — Ежи Семкув (86) — польский дирижёр[444]
- 24 декабря
  - Бадди Де Франко[англ.] (91) — американский джазовый кларнетист[445]
  - Сергей Кручинин (75) — советский и российский альтист и писатель
- 27 декабря — Клод Фрэнк[англ.] (89) — американский пианист немецкого происхождения[446]
- 29 декабря — Алексей Канунников (82) — советский и российский джазовый тромбонист и бэнд-лидер[447]
- 30 декабря — Альберт Рацбаум (77) — советский и российский флейтист
- 31 декабря
  - Майкл Кеннеди (88) — британский музыковед и музыкальный журналист
  - Игорь Санников (78) — советский и российский саксофонист и актёр
  - Андрей Товмасян (72) — советский джазовый трубач[448].

### Без точной даты
- Николай Монгуш (70/71) — советский и российский тувинский хоомейжи
- Галина Покрышкина (76/77) — советская и российская балерина